# Davy Sicard
Davy Sicard (ur. 1973 w Paryżu) – francuski muzyk, multiinstrumentalista.
Urodził się w Paryżu, mieszka tam i nagrywa płyty. W jego twórczości można usłyszeć wpływ muzyki pochodzącej z rodzinnej wyspy jego matki tak zwanego maloya (Davy sam o sobie mówi, że gra „zepsutego maloya”). Wykonuje również piosenki z domieszkami jazzu i soulu.
Pierwszym zespołem w którym grał był kwartet a cappella „College Brothers”, z którym zaczynał występować w połowie lat dziewięćdziesiątych. W 1997 roku założył swoją własną grupę System Sy, a na początku nowego tysiąclecia postanowił się poświęcić karierze solowej. Jak na razie wydał trzy studyjne płyty Ker volkan, Ker maron i Kabar.

## Dyskografia
- Ker volkan, 2003.
- Ker maron, 2006.
- Kabar, 2008.